# Рахівська міська територіальна громада
Рахівська міська громада — територіальна громада в Україні, у Рахівському районі Закарпатській області. Адміністративний центр — місто Рахів.
Площа громади —  км², населення —  мешканців (2020).
Утворена 12 червня 2020 року шляхом об'єднання Рахівської міської, Білинської, Ділівської і Костилівської сільських рад Рахівського району.

## Населені пункти
До складу громади входять 7 населених пунктів — 1 місто (Рахів) і 6 сіл:
- с. Білин
- с. Ділове
- с. Круглий
- с. Хмелів
- с. Костилівка
- с. Вільховатий

## Старостинські округи
- Білинський
- Діловецький
- Костилівський[4]